# Jacquot Harinirina
 (juin 2025).
Motif : Aucune source secondaire centrée et de qualité ne permet de vérifier la notoriété de ce joueur amateur
- Archive Wikiwix
- Bing
- Cairn
- DuckDuckGo
- E. Universalis
- Gallica
- Google
- G. Books
- G. News
- G. Scholar
- Persée
- Qwant
- (zh) Baidu
- (ru) Yandex
- (wd) trouver des œuvres sur Wikidata

| 1. | Préciser le motif de la pose du bandeau. | Précisez le motif de la pose du bandeau en utilisant la syntaxe suivante : {{admissibilité à vérifier\|date=juin 2025\|motif=remplacez ce texte par le motif}}                          |
| 2. | Informer les utilisateurs concernés.     | Pensez à avertir le créateur de l'article, par exemple, en insérant le code ci-dessous sur sa page de discussion : {{subst:avertissement admissibilité à vérifier\|Jacquot Harinirina}} |

Jacquot Harinirina, dit Coco, né le 24 février 1981 à Antananarivo, est un joueur de rugby à XV.  Il joue au poste d'ailier, d'arrière ou de demi d'ouverture. Il évolue dans le club de Tam Nosibe depuis 2004. Il compte 58 sélections avec les « Makis » (équipe de Madagascar de rugby à XV) dont 12 comme capitaine (1,75 m pour 83 kg).

## Parcours en club
- depuis 2004 : Tam Nosibe  Madagascar

## Palmarès
- Champion de Madagascar junior en 1998.
- Il est le meilleur marqueur d'essais de l'histoire du rugby malgache.